# Avinguda de Salamanca
L'avinguda de Salamanca és una avinguda de la ciutat valenciana d'Alacant, que es perllonga de sud-nord i serveix de límit entre els barris de Sant Blai, a l'oest; Eixample Diputació, al sud-est; i Mercat al nord-est. Deu el seu nom a l'aristòcrata empresari José de Salamanca y Mayol, qui va finançar la línia de ferrocarril entre Madrid i Alacant.

## Descripció
L'avinguda s'articula al voltant de l'estació de ferrocarril d'Alacant i serveix com la seua connexió per carretera, a més de servir de cinturó exterior del centre de la ciutat. Es tracta d'una gran avinguda urbana, amb diversos carrils en ambdues direccions, que es redueixen a dues en el tronc superior. L'extrem sud entronca amb la Glorieta de l'Estrela, l'Avinguda Aguilera i l'avinguda d'Òscar Esplà; una xicoteta rotonda interior també permet accedir a l'avinguda de l'Estació. Per l'extrem nord s'accedeix als carrers del barri de Sant Blai i a l'avinguda de Benito Pérez Galdós. L'avinguda va ser reformada a la fi de l'any 2011.
Es tracta d'una via eminentment de travessia. S'hi troben l'estació de ferrocarril d'Alacant, una de les oficines principals de Correus de la ciutat, la seu de la Seguretat Social i un saló d'actes lligat al sindicat Comissionis Obreres, en el qual es realitzen diversos actes cívics i formatius.

## Transport públic
- Autobús: 04, 05, 06, 09, 12, C6
- Estació d'Alacant Terminal
- Taxis: en l'estació de ferrocarril.